# Lupane (Simbabwe)
Lupane ist eine Kleinstadt mit 2211 Einwohnern (2012) und Provinzhauptstadt der Provinz Matabeleland North in Simbabwe.

## Geografie
Der Ort liegt in dem Distrikt Lupane etwa 2 km östlich des Flusses Gwayi, auf etwa 980 m Höhe. Der Ort ist in 3 Wards aufgegliedert. Klimatisch liegt der Ort in tropische Trockensavanne mit Niederschlägen von etwa 580 mm pro Jahr.

## Geschichte
Am 5. März 1983 ereignete sich am Ufer des Flusses Cewale bei Lupane ein Massaker durch die 5. Brigade, bei dem 62 junge Männer und Frauen hingerichtet werden sollten. Sieben überlebten mit Schussverletzungen, 55 starben. Es handelt sich dabei um die höchste Zahl von Toten während der Gukurahundi-Zeit.
Lupane ist eine Hochburg des Movement for Democratic Change (MDC). Bei vergangenen Wahlen gab es fast 300 Tote und fast 200 Fälle von Folter unter Anhängern der MDC durch die Milizen der ZANU-PF.

## Wirtschaft
Der Ort ist ländlich geprägt. Die Landwirtschaft ist durch das semiaride Klima beeinflusst. Im Norden, zu Gokwe hin, wird Baumwolle anbauen und an den Flussläufen Mais. Das Gebiet ist von Überweidung bedroht.

## Infrastruktur
Sie liegt an der Fernstraße A1, die von Bulawayo nach Hwange verläuft. Es gibt 76 km Straßen in der Stadt, wovon 7 asphaltiert sind. Alle Grundstücke, die an das Wasserversorgungssystem angeschlossen sind, haben rund um die Uhr fließendes Wasser aus den Wasserhähnen. Es gibt 4 Grund- und 2 Sekundarschulen. Das Krankenhaus St. Luke’s Hospital wurde in den 1950er Jahren von der Saarländerin Hanna Davis-Ziegler und dem Missionar Odilo Weeger gegründet und aufgebaut. Daneben gibt es noch eine Ambulanz und eine weitere private Einrichtung für die medizinische Versorgung.
Lupane ist Sitz der Lupane State University, mit deren Bau Mai 2006 begonnen wurde und die eine landwirtschaftliche, eine wirtschaftliche sowie eine sozialwissenschaftliche Fakultät hat.